# Backhoppning vid olympiska vinterspelen för ungdomar 2024 – Mixat lag i normalbacke
Mixat lag i normalbacke i backhoppning vid olympiska vinterspelen för ungdomar 2024 hölls den 21 januari i Alpensia backhoppningsarena.
Guldmedaljörer blev Ajda Košnjek, Urban Šimnic, Taja Bodlaj och Enej Faletič från Slovenien, silvermedaljörer blev Kjersti Græsli, Oddvar Gunnerød, Ingvild Synnøve Midtskogen och Mats Strandbraaten från Norge samt bronsmedaljörer blev Sara Pokorny, Niki Humml, Meghann Wadsak och Lukas Haagen från Österrike.

## Resultat
Första omgången startade klockan 13:14 och finalomgången startade klockan 14:21.
|           |                        |                                                                                     | Omgång 1                  | Omgång 1                      | Omgång 1  | Finalomgången            | Finalomgången                 | Finalomgången | Totalt |
| Placering | Nr                     | Nation                                                                              | Distans (m)               | Poäng                         | Placering | Distans (m)              | Poäng                         | Placering     | Poäng  |
| --------- | ---------------------- | ----------------------------------------------------------------------------------- | ------------------------- | ----------------------------- | --------- | ------------------------ | ----------------------------- | ------------- | ------ |
| 1         | 15 15–1 15–2 15–3 15–4 | Slovenien Ajda Košnjek Urban Šimnic Taja Bodlaj Enej Faletič                        | 0 103,0 101,5 100,5 102,0 | 437,0 107,3 108,4 107,4 113,9 | 1         | 0 98,5 106,0 106,5 100,0 | 456,7 108,5 122,0 114,9 111,3 | 1             | 893,7  |
| 2         | 14 14–1 14–2 14–3 14–4 | Norge Kjersti Græsli Oddvar Gunnerød Ingvild Synnøve Midtskogen Mats Strandbraaten  | 0 106,5 97,0 102,0 90,0   | 398,1 109,4 96,3 108,9 83,5   | 2         | 0 95,0 97,0 107,5 92,5   | 420,2 101,2 100,4 124,7 93,9  | 2             | 818,3  |
| 3         | 13 13–1 13–2 13–3 13–4 | Österrike Sara Pokorny Niki Humml Meghann Wadsak Lukas Haagen                       | 0 90,5 105,0 89,5 98,0    | 383,8 82,9 115,0 79,3 106,6   | 3         | 0 85,5 107,5 88,0 98,5   | 391,2 77,7 123,4 80,4 109,7   | 3             | 775,0  |
| 4         | 12 12–1 12–2 12–3 12–4 | Tyskland Anna-Fay Scharfenberg Max Unglaube Kim Amy Duschek Alex Reiter             | 0 96,5 107,0 76,0 98,0    | 368,9 100,4 114,0 51,4 103,1  | 4         | 0 92,0 98,5 78,0 98,5    | 364,7 92,6 103,1 59,0 110,0   | 4             | 733,6  |
| 5         | 11 11–1 11–2 11–3 11–4 | Polen Sara Tajner Kacper Tomasiak Pola Bełtowska Łukasz Łukaszczyk                  | 0 77,5 107,0 84,5 101,5   | 351,6 53,4 118,3 69,0 110,9   | 6         | 0 70,5 107,0 84,5 102,0  | 361,7 46,2 122,4 74,3 118,8   | 5             | 713,3  |
| 6         | 7 7–1 7–2 7–3 7–4      | Italien Camilla Comazzi Martino Zambenedetti Noelia Vuerich Maximilian Gartner      | 0 94,5 99,5 81,5 88,5     | 335,6 84,9 100,9 64,9 84,9    | 7         | 0 84,0 87,5 92,0 96,0    | 354,3 78,5 88,3 84,7 102,8    | 6             | 689,9  |
| 7         | 10 10–1 10–2 10–3 10–4 | USA Estella Hassrick Sawyer Graves Josie Johnson Jason Colby                        | 0 83,5 91,0 103,0 93,0    | 352,8 67,1 83,3 106,4 96,0    | 5         | 0 77,0 89,0 93,5 91,0    | 330,4 64,2 77,9 95,5 92,8     | 7             | 683,2  |
| 8         | 9 9–1 9–2 9–3 9–4      | Tjeckien Natalie Nejedlová Josef Buchar Anežka Indráčková Daniel Škarka             | 0 66,0 96,0 98,0 90,0     | 310,5 28,1 97,9 96,0 88,5     | 8         | 0 60,0 93,0 96,5 95,0    | 319,3 23,8 93,9 103,3 98,3    | 8             | 629,8  |
| 9         | 8 8–1 8–2 8–3 8–4      | Japan Hana Sakurai Takuma Mikami Yuzuki Sato Seigo Sasaki                           | 0 82,5 84,5 97,5 82,0     | 304,8 62,3 70,1 100,3 72,1    | 9         | 0 81,0 79,0 97,0 84,0    | 307,0 68,9 63,7 99,5 74,9     | 9             | 611,8  |
| 10        | 5 5–1 5–2 5–3 5–4      | Finland Sofia Mattila Juho Ojala Emilia Vidgren Eeli Keränen                        | 0 90,5 88,5 75,0 84,5     | 291,9 83,9 81,7 51,6 74,7     | 11        | 0 86,0 80,5 74,0 87,0    | 291,6 80,7 72,4 55,1 83,4     | 10            | 583,5  |
| 11        | 6 6–1 6–2 6–3 6–4      | Frankrike Mathilde Bacconnier Mathéo Vernier Lilou Zepchi Sébastien Woodbridge      | 0 80,5 89,5 92,0 86,0     | 293,1 55,2 77,0 84,3 76,6     | 10        | 0 73,0 81,5 91,5 87,0    | 285,2 51,0 71,3 83,3 79,6     | 11            | 578,3  |
| 12        | 4 4–1 4–2 4–3 4–4      | Kina Tang Jiahong Ren Haoran Weng Yangning Zheng Pengbo                             | 0 70,0 88,0 90,5 85,5     | 263,3 36,5 72,8 78,3 75,7     | 12        | 0 64,5 80,0 93,5 91,0    | 279,9 37,3 66,1 92,2 84,3     | 12            | 543,2  |
| 13        | 3 3–1 3–2 3–3 3–4      | Kazakstan Sofya Shishkina Ilya Shilnikov Alyona Sviridenko Ilja Miziernych          | 0 69,5 88,0 65,5 101,0    | 249,1 34,8 74,9 31,0 108,4    | 13        | 0 65,5 80,0 64,0 99,5    | 242,2 36,6 68,3 29,6 107,7    | 13            | 491,3  |
| 14        | 2 2–1 2–2 2–3 2–4      | Ukraina Zhanna Hlukhova Mykola Smyk Daryna Ilchuk Vasyl Bukhonko                    | 0 75,0 91,5 63,0 75,0     | 212,5 48,2 88,8 26,4 49,1     | 14        | 0 68,5 85,0 61,5 81,0    | 200,5 34,8 79,3 20,1 66,3     | 14            | 413,0  |
| 15        | 1 1–1 1–2 1–3 1–4      | Rumänien Andra Maria Gheorghe Cosmin Florin Donciu Szerena Maria Stanciu Radu Borca | 0 60,5 79,5 47,0 64,0     | 106,5 15,0 60,7 0,0 30,8      | 15        | 0 55,0 81,5 44,5 67,5    | 115,6 9,5 67,3 0,0 38,8       | 15            | 222,1  |